# Pipo en de Noorderzon
Pipo en de Noorderzon (1978) is de dertiende televisieserie van Pipo de Clown. De serie werd van 14 april 1978 tot 26 mei 1978 uitgezonden door de VARA. 

## Verhaal
Tijdens de voorstelling van Pipo en Mammaloe komt er plots een sterke man het toneel op. Het is Per Pleksen, de houthakker uit het noorden. Hij is zijn land uitgezet, omdat er telkens een aardbeving ontstond als Per houthakte. Pipo besluit Per terug naar zijn land te brengen. Onderweg proberen mensen hen echter tegengehouden. Eenmaal aangekomen in zijn land, kan Pipo ternauwernood met een circustruc voorkomen dat Per in de rivier wordt gegooid. 
Tijdens de vergadering van de dorpsbewoners blijkt dat de situatie te maken heeft met trollen. Pipo trekt daarom naar het ondergrondse trollenrijk. Hij ontmoet koning Kneus, die het trollenvolk er met een apparaat voor laat zorgen dat de aarde beeft zodat Per stopt met houthakken, want de trollen krijgen daar hoofdpijn van. Trollenkoningin Knakke is om die hoofdpijn weggelopen naar het ijspaleis op het dak van de wereld. 
Pipo en Per trekken naar het noorden. In het gevaarlijke bos waar zij doormoeten, ontmoeten ze Plom, die ook meereist. In het ijspaleis blijkt een diepvriezenvolk te wonen, dat elke bron van warmte, inclusief mensen, wil weren. Zodra Pipo koningin Knakke vindt, lekt uit dat de clowns en Per mensen zijn. Ze worden door koningin Frigitte opgesloten in een diepvries, waar ze alleen uit kunnen ontsnappen door hem kapot te zingen. 
Pipo, Plom en Per vluchten terug met de trollenkoningin en brengen haar thuis. De rust in het dorp van Per keert terug en Pipo en Mammaloe nemen afscheid van de kijkers. 

## Rolverdeling
| Personage        | Acteur/actrice                |
| ---------------- | ----------------------------- |
| Pipo de Clown    | Cor Witschge                  |
| Mammaloe         | Marijke Bakker                |
| Per Pleksen      | Frits Hassoldt                |
| Molenaar         | Piet Ekel                     |
| Matroos          | Geir Børresen (Geir Borresen) |
| Dief             | Peter Bolhuis                 |
| Dorpshoofd       | Ben Hulsman                   |
| Gamle Per        | Sacco van der Made            |
| Koning Kneus     | Onno Molenkamp                |
| vrouw            | Coby Stunnenberg              |
| trekker          | Joost Prinsen                 |
| Noorman          | Henk Batenburg                |
| Plom             | Janine van Wely               |
| Koningin Frigite | Carola Gijsbers van Wijk      |
| Koningin Knakke  | Jennifer Willems              |
| Kletser          | Anton Geesink                 |

## Afleveringen
| Aflevering | Titel                        | Uitzenddatum  |
| ---------- | ---------------------------- | ------------- |
| 1          | Een, to, tre... heups        | 14 april 1978 |
| 2          | Welkom thuis, maar niet heus | 21 april 1978 |
| 3          | In Holle-Trolleland          | 28 april 1978 |
| 4          | Het zingende bos             | 5 mei 1978    |
| 5          | Een muur van ijs             | 12 mei 1978   |
| 6          | De grote vriezer             | 19 mei 1978   |
| 7          | Noord-Zuid... aan-uit!       | 26 mei 1978   |

## Liedjes uit de serie
| Nummer | Titel         |
| ------ | ------------- |
| 1      | Het Pipo lied |
| 2      | Heinweelied   |
| 3      | Trollenlied   |
| 4      | Bomenlied     |
| 5      | Het onzinvers |
|        |               |

NB: de liedjes werden bij de verkorte versie korter gemaakt. Het heinweelied ontbreekt zelfs

## Achtergrondmuziek
- Joop Reynolds heeft niet alle achtergrondnummers geschreven. De overige achtergrondnummers zijn van andere artiesten.

| Uitvoerder (+ muziekschrijver)            | Titel                                      | Album                               |
| ----------------------------------------- | ------------------------------------------ | ----------------------------------- |
| James Cohn                                | Circus & Variety Part 1                    | The Comedy Store                    |
| Vågå Spelmannslag, Ola Opheim, Pål Skogum | Stor I Stugun (Springleik Etter Fel-Jakup) | Norsk Folkemusikk: Slåttar Frå Vågå |
| François Rabbath                          | Western À La Breughel                      | The Sound Of A Bass                 |
| François Rabbath                          | Exil                                       | The Sound Of A Bass                 |
| Sven Nyhus                                | Felgubben, Vals                            | Trollsving og Kast                  |
| Sven Nyhus                                | Frisells Gånglåt, Galopp                   | Trollsving og Kast                  |
| François Rabbath                          | Creasy Course                              | The Sound Of A Bass                 |
| François Rabbath                          | Walpurgis                                  | The Sound Of A Bass                 |
| Sven Nyhus                                | Den Frilynde, Reinlender                   | Trollsving og Kast                  |
| François Rabbath                          | Prélude À L'archet                         | The Sound Of A Bass                 |
| François Rabbath                          | Bitume                                     | The Sound Of A Bass                 |
| François Rabbath                          | Désert                                     | The Sound Of A Bass                 |

## Trivia
- In augustus 1977 werden er opnames gemaakt voor de serie Pipo de Clown (Pipo en de Noorderzon) op de Zaanse Schans en bij Kijkschuur de Lelie (tegenwoordig: De Saense Lelie), op de Kalveringdijk en bij De Gekroonde Poelenburg.
- Pipo en de Noorderzon werd zowel uitgebracht in de volledige versie van 160 minuten als de geknipte versie van 100 minuten op VHS en dvd (ingekort door Aad van Toor in 1996).
- De serie werd herhaald van 31 juli tot en met 11 september 1988 wegens 30 jaar Pipo de Clown.